# Friedrich Georg von Sohr
Friedrich Georg von Sohr, né à Berlin le 22 mars 1775 et mort à Stargard-en-Poméranie le 10 septembre 1845, est un lieutenant-colonel ou colonel de l'armée prussienne pendant les guerres napoléoniennes.

## Biographie

### Origine
Friedrich Georg Ludwig von Sohr est issu d'une ancienne famille noble de Bohême, originaire de Soor près de Trautenau. La famille reçoit un renouvellement de sa noblesse de l'empereur Rodolphe II. Dans la tourmente de la guerre de Trente Ans, la famille émigre en Pologne et en Silésie, les membres de la famille sont parfois aussi dans les services espagnols et danois. Sous le Grand Électeur, les membres de la branche polonaise viennent dans la marche de Brandebourg, où ils acquièrent une propriété et le prestige dans la Nouvelle-Marche à Fürstenwalde près de Küstrin. Les membres de cette lignée servent principalement dans l'armée brandebourgeoise-prussienne, mais sont également dans les services militaires saxons.
Georg Wilhelm von Sohr (né le 30 novembre 1726 à Wittstock et mort le 30 mars 1800 à Berlin), le père de Friedrich Georg, est le dernier colonel prussien et commandant du 2e régiment d'artillerie de campagne à Berlin. Il est un fidèle compagnon du roi Frédéric II et combat dans de nombreuses batailles pendant la seconde guerre de Silésie et la guerre de Sept Ans. Il reçoit le 22 novembre 1787 un renouvellement de sa noblesse dans le royaume de Prusse. Georg Wilhelm épouse Marie Dorothea Elisabeth von Briest (1741-1783) de la famille Nennhausen en Havelland, la fille du capitaine August Sigismund von Briest à Müncheberg et la mère de Friedrich Georg. Ses deux parents sont enterrés à l'ancien cimetière de garnison à Berlin. Le couple a eu sept enfants, dont seulement trois fils ont survécu à leurs parents. Friedrich Georg est le fils aîné, son jeune frère Ludwig von Sohr (de) (1777-1848) devient, comme lui, lieutenant général prussien.

### Carrière militaire

#### Des débuts à la paix de Tilsit
Le père enseigne d'abord à ses fils lui-même, puis des tuteurs privés reprennent l'éducation. Le 15 février 1789, à l'âge de 13 ans, Sohr entre dans le 2e régiment de hussards du Corps, les anciens hussards de Zieten. La décision est prise contre la volonté de son père, qui veut que Friedrich Georg rejoigne l'artillerie, où il a servi.
Avec le déclenchement de la guerre contre la France en 1792, il est cornette. À ce titre, il participe à la campagne d'automne en Champagne et aux campagnes de 1793 et 1794 sur le Rhin. Pendant la bataille de Valmy le 20 septembre 1792, Sohr est blessé. Pour son courage et sa bravoure, il est très tôt proposé par ses supérieurs pour l'Ordre Pour le Mérite, mais il est grièvement blessé par balle au deuxième jour de la bataille de Kaiserslautern, le 30 novembre 1793. Son rétablissement est douteux, si bien que son régiment propose deux autres officiers pour se distinguer à sa place. Malgré une nouvelle demande, il ne peut par la suite acquérir la médaille au cours de la dernière guerre, à laquelle il participe à nouveau depuis la fin de juin 1794. Sohr reçoit l'ordre seulement avec le départ de son chef de régiment, le colonel Anton Wilhelm von L'Estocq, qui est autorisé à exprimer des souhaits pour son service pendant son commandement. L'Estocq demande au roi de Prusse Frédéric-Guillaume II, l'Ordre Pour le Mérite, pour deux de ses officiers, avec le sous-lieutenant Sohr, qui est aussi adjudant. L'ordre lui est décerné le 16 janvier 1795.
De 1798 à 1800 Sohr étudie à l'école vétérinaire de Berlin. Il travaille ensuite pendant plusieurs années dans la remonte. Tout d'abord, il doit recevoir les chevaux destinés au régiment et achetés dans la principauté de Moldavie en Haute-Silésie. Plus tard, il est chargé de superviser et de diriger les achats de tous les régiments de hussards prussiens sur place et de transporter les chevaux en toute sécurité à travers l'Autriche jusqu'à la Prusse. Sa formation à l'école vétérinaire lui est très utile.
En raison de son service remonté, il ne peut participer aux campagnes de l'automne 1806. Ce n'est qu'au retour de Tarnowitz en Silésie que Sohr reçoit des journaux des nouvelles des défaites de l'armée prussienne dans les batailles d'Iéna et d'Auerstedt le 14 octobre 1806. Il ne peut atteindre le reste de l'armée, qui se rassemble à l'est du pays, que par de longs détours. Avec une grande difficulté, par laquelle il doit également passer l'avant-garde de l'ennemi qui avance victorieusement, il réussit à amener son transport en Prusse-Orientale. Il peut sauver plus de 200 chevaux éloignés et 45 hussards avec leurs propres chevaux à Wehlau. En remerciement, le roi Frédéric-Guillaume III, à qui il se présente en personne, rencontrant la reine Louise dans une scène émouvante, le nomme officier de cavalerie d'état-major. Une promotion hors séquence. À la fin de février 1807, Sohr reçoit le commandement d'une escadre composée d'hommes de divers régiments. Avec cette unité, il participe à de plus petites batailles. Plus tard, il est subordonné au major Friedrich August von der Marwitz. Marwitz est chargé de mettre en place un corps de volontaires, auquel Sohr hésite à appartenir. Il peut se débarrasser de ce commandement grâce à la médiation du lieutenant-général Gebhard Leberecht von Blücher. Il est autorisé à diriger Blücher les équipages assemblés du régiment de hussards du Corps en Poméranie suédoise. Avec ces troupes, il est incorporé dans le régiment de hussards brandebourgeois lors de la nouvelle formation de l'armée après la paix de Tilsit.

#### Campagnes d'Allemagne de France
En 1809, Sohr est promu Rittmeister. Lorsque son régiment doit envoyer deux escadrons à la campagne de Napoléon contre la Russie en 1812, les chefs d'escadrons tirent au sort pour voir qui doit partir et qui reste derrière. Sohr est l'un de ces derniers officiers. Un échange qu'il propose au Rittmeister von Zieten, bien que réticent à participer à la campagne, qui refuse, en référence à son sens du devoir.
Au début de la campagne d'Allemagne, il combat, major depuis 1812, en 1813 à la tête de son escadre dans les batailles de Lüzen (2 mai 1813), Bautzen (20 et 21 mai 1813), Reichenbach (22 mai 1813) et le combat d'Haynau (26 mai 1813). Pour son comportement dans la bataille de Bautzen, il reçoit la croix de fer de 2e classe. Sohr et son régiment appartiennent à l'armée de Silésie et prennent part à la bataille du Katzbach le 26 août 1813 ainsi qu'à la poursuite ultérieure des troupes vaincues du maréchal Étienne Macdonald et à la bataille de Wartenburg le 3 octobre 1813. Dès septembre 1813, il prend le commandement de son régiment en tant qu'officier supérieur, qui appartient désormais à l'avant-garde de l'armée silésienne commandée par le colonel Andreas Georg Friedrich von Katzler. Dans la bataille de Leipzig (16 à 19 octobre 1813) Sohr se distingue particulièrement. Il combat avec son régiment près de la banlieue de Leipzig de Möckern, qui est occupée par les troupes prussiennes après une longue bataille dans l'après-midi du premier jour de la bataille. L'attaque du cavalier von Sohr joue un rôle décisif dans la victoire. Il demande à son général commandant Ludwig Yorck von Wartenburg de le laisser décider quand commencer l'attaque. Quand il le voit venir, il s'avance avec trois escadrons sous ses ordres. Le succès peut être assuré par la cavalerie de réserve qui est arrivée entre-temps. Yorck remercie personnellement Sohr blessé grièvement et déclare que la victoire du jour est due à lui seul. Le rétablissement de Sohr est plus rapide que prévu et, à la fin de novembre 1813, il retourne dans son régiment à l'extérieur de Mayence. Pour son comportement à Möckern, il reçoit l'Ordre russe de Sainte-Anne de 2e classe et est promu lieutenant-colonel en décembre 1813. En janvier 1814, il est nommé véritable commandant du régiment.
Sohr combat de nouveau la campagne de 1814 en France dans l'unité du général von Yorck. Il combat dans les batailles de Montmirail (11 février 1814), Château-Thierry (12 février 1814), Laon (10 et 11 mars 1814) et la bataille de Paris (30 mars 1814). Après la bataille de retraite de Château-Thierry le 12 février Sohr reçoit la Croix de fer de 1re classe. La distinction décernée à la demande du général de division Heinrich Wilhelm von Horn et à l'instigation des officiers du bataillon de fusiliers appartenant à la brigade du régiment du Corps. Sohr et ses hussards ont soigneusement gardé l'infanterie lors de leur retraite ce jour-là. En avril 1814, Sohr reçoit l'ordre suédois de l'épée et en juillet 1814 l'ordre russe de Saint-Georges.
Pendant la campagne de Belgique en 1815, il reçoit le commandement intérimaire de la 2e brigade de cavalerie formée de son propre régiment et du régiment de hussards poméranien (de). Il fait partie du 2e corps d'armée sous les ordres de son commandant général Georg Dubislav Ludwig von Pirch. Après la bataille de Ligny le 16 juin 1815, il couvre la retraite du corps sur Tilly près de Villers-la-Ville et, le lendemain, affronte l'avancée des troupes françaises sous le commandement du maréchal Emmanuel de Grouchy. Le 18 juin 1815, il peut encore intervenir dans la bataille de Waterloo. Plus tard, il reçoit l'ordre d'arriver sur la route de Paris à Orléans afin d'interrompre la communication de Paris avec les environs. Sohr est attaqué par des forces supérieures et a doit céder. La ville de Versailles située derrière lui n'a pas encore été occupée par les troupes prussiennes, comme il l'espère, mais par la garde nationale française. Dans les villages du Chesnay et Rocquencourt à l'est de Versailles, une bataille décisive a lieu. Dans la bataille de Rocquencourt contre les unités françaises sous le commandement de Rémy Joseph Isidore Exelmans le 1er juillet 1815, Sohr lui-même est fait prisonnier et est grièvement blessé, seuls quelques hommes de sa brigade s'échappent. Sohr est amené à Paris, mais libéré quelques jours plus tard en raison des événements en France. Sa guérison prend beaucoup de temps, il ne retourne dans son régiment qu'à la fin novembre 1815 mais ne peut reprendre son service. Pour un rétablissement complet, il doit se rendre à Berlin.

#### Temps de paix et mort
Sohr apprend le 3 mars qu'il n'est pas accusé de l'issue défavorable de la bataille de Versailles. Le 3 octobre 1815 sur une grande vague de promotions, il est nommé colonel. De tous ceux promus, son brevet d'officier est le plus éloigné. Après sa convalescence, il est chargé d'aider à la création d'un institut de formation pour la cavalerie, qui est bientôt ouvert en tant qu'institut d'équitation militaire à Berlin, à partir de 1820 d'un cadron enseignant et à partir de 1866 d'un institut d'équitation militaire à Hanovre. Par ordre du cabinet du 10 décembre 1816, il est nommé directeur de l'institut et en même temps libéré du commandement de son régiment. Il dirige cet institut jusqu'à l'été 1827. En outre, le 30 mars 1820, Sohr reçoit le commandement de la 7e brigade de cavalerie, dont les régiments sont situés dans la province de Saxe, en tant que major général.
Mais même après avoir été démis de ses fonctions de directeur de l'escadre d'enseignement, il garde sa résidence à Berlin pour y élaborer des instructions d'équitation, qui doivent servir de base à tous les cours d'équitation dans l'armée. Lorsque son travail est terminé, un comité d'examen trouve les instructions trop longues pour être facilement mises en œuvre pour un usage officiel. Avec le travail complexe, Sohr a également inclus les raisons des règles et instructions données. Avec l'omission de la même chose, il est publié en quatre parties dans les années 1825 à 1826 pour la délivrance et l'introduction aux troupes et sous cette forme est restée la règle contraignante pour l'ensemble de la formation d'équitation de la cavalerie prussienne et allemande pendant plus de la moitié un siècle. Même la dernière révision ne change pas beaucoup son contenu.
Après avoir terminé son travail, Sohr est transféré à Stargard en Poméranie en tant que commandant de la 4e brigade de cavalerie le 18 juin 1825, et reste dans cette position jusqu'à ce que son état de santé ne le permette plus. En 1829, il reçoit l'Ordre de l'Aigle rouge de 2e classe avec feuilles de chêne. Au début de 1832, il demande sa retraite. Admis en janvier 1832. Sohr reçoit une pension annuelle de 2250 thalers du roi et reçoit le caractère de lieutenant général. Il reçoit le 12 février 1844 l'Ordre de l'Aigle Rouge de 1re classe avec feuilles de chêne. Le 18 juillet 1844, Sohr reçoit la couronne nouvellement créée à l'Ordre pour le Mérite, une récompense que les chevaliers ne reçoivent qu'après 50 ans d'appartenance à l'ordre. Sohr est acec reçu l'ordre Pour le Mérite le 18 janvier 1795 au début de sa carrière.
Il garde sa résidence à Stargard et y décède le 10 septembre 1845 peu après minuit, à l'âge de 70 ans. Alors qu'il est encore sur son lit de mort, il reçoit la visite du prince de Prusse, qui vient de visiter Stargard pour inspecter la cavalerie et le remercie pour ses services. À sa propre demande, Sohr est autopsié après sa mort. Les médecins ont découvert que tout son poumon gauche manquait et que son cœur et son estomac avaient bougé, probablement en raison de la blessure grave lors de la bataille de Kaiserslautern le 17 novembre 1793. Friedrich Georg von Sohr est enterré dans le cimetière de l'église de Stargard avec la grande sympathie des citoyens, du clergé et de ses frères de loge. Plus de 3 000 personnes assistent aux funérailles. La succession écrite de son service avec une durée de 1802-1828 est entrée dans les archives de l'armée à Potsdam, où il est détruit en avril 1945 par un incendie à la suite d'un attentat à la bombe.

### Famille
Sohr se marie le 9 mai 1811 à l'église de Bohême de Berlin avec Friederike Dorothea Philippine von Brünnow (1777-1831). Il rencontre sa femme dès 1802 et se fiance avec elle quatre ans plus tard. Elle est la fille du colonel Friedrich Siegmund von Brünnow (de). Le mariage reste sans enfant. En 1847, deux ans seulement après la mort de Friedrich Georg, son frère cadet, le major prussien à la retraite, August von Sohr, décède, et le 28 mars 1848 le dernier des trois frères, Ludwig von Sohr, lieutenant général meurt également. Avec sa mort, la lignée masculine s'éteint.
Friedrich Georg von Sohr appartient à la loge maçonnique berlinoise "Aux trois séraphins", filiale de la Grande Loge Mère nationale "Aux trois boules mondiales".

## Œuvres (sélection)
- Instruction für den zur Abnahme der zu gestellenden Pferdewärter, Handwerker und Mobilmachungspferde als Militär-Commissarius commandirten Offizier. 32 Seiten. (das Werk erschien nicht im Buchhandel, es wurde 1854 bei Horning & Comp. in Berlin gedruckt)
- Instruction zum Reit-Unterricht für die Königlich Preussische Kavallerie.
  - Erster Theil. 136 Seiten, Berlin 1825.
  - Zweiter Theil. 185 Seiten, Berlin 1825.
  - Dritter Theil. Ausschließlich zum Gebrauch bei der Lehr-Eskadron bestimmt. 96 Seiten, Berlin 1826.
  - Vierter Theil. Anleitung zur Behandlung der Remonten. Als Anhang zum Reitunterricht für die Kavallerie. 162 Seiten, Berlin 1826.
- Instruction. 96 Seiten, Berlin 1856. (das Werk erschien nicht in Buchhandel, es ist ein Nachdruck des von Sohr bearbeiten 4. Teils der Istruction)